# Tegalbang
Tegalbang is een bestuurslaag in het regentschap Tuban van de provincie Oost-Java, Indonesië. Tegalbang telt 4007 inwoners (volkstelling 2010).